# Interactions médicaments-pamplemousse

Certains fruits et jus de fruits ont une interaction avec de nombreux médicaments, entraînant des effets indésirables,,,.
Les fruits concernés, des agrumes surtout étudié dans le cas du pamplemousse,,, contiennent des molécules qui peuvent inhiber les enzymes responsables du métabolisme des médicaments et entraine selon le mode de métabolisation du principe actif des surdoses ou à l'inverse abaisse sa concentration et réduit son effet thérapeutique et augmente le risque d'échec thérapeutique.
Une des enzymes concernées métabolise près de 50% des médicaments entrainant donc un vrai risque de contre-indication du pamplemousse avec beaucoup de traitements. En France la notice d’information fournie avec les traitements concernés l'indique.
Cette interaction a été découverte accidentellement, lorsqu'un test d'interactions médicamenteuses avec de l'alcool a utilisé du jus de pamplemousse pour masquer le goût de l'éthanol.
Un pamplemousse entier ou un petit verre de jus de pamplemousse peut suffire à entraîner une surdose de médicaments. L'effet est parfois encore présent lorsque les fruits ont été consommés trois jours avant la prise du médicament.
La consommation de fruits peut également diminuer la concentration de médicament en supprimant son absorption par l'intestin.

## Ingrédients actifs
Les agrumes peuvent contenir de nombreux polyphénols,, parmi eux la naringine flavonoïde et les furanocoumarines (comme la bergamottine, la dihydroxybergamottine, le bergaptène et le bergaptol). Ce sont des produits chimiques naturels qui peuvent être présents dans toutes les formes du fruit, y compris le jus fraîchement pressé, le concentré congelé et le fruit entier. Le pamplemousse, les oranges de Séville, la bergamote contiennent également de grandes quantités de naringine, qui peut prendre jusqu'à 72 heures avant que ses effets sur l'enzyme CYP3A4 ne soient observés.
Les furanocoumarines semblent avoir un effet plus fort que la naringine dans certaines circonstances,,.

## Mécanisme
Les composés organiques qui sont des dérivés de la furanocoumarine interfèrent avec l'enzyme hépatique et intestinale cytochrome P450 3A4 (CYP3A4) et seraient les principaux responsables des effets du pamplemousse sur l'enzyme. Les isoformes du P450 affectées par les composants du pamplemousse comprennent également le CYP1A2, le CYP2C9 et le CYP2D6. Les composés bioactifs contenus dans le jus de pamplemousse peuvent également interférer avec la MDR1 (protéine de résistance multidrogue 1) et les polypeptides de transport d'anions organiques, augmentant ou diminuant la biodisponibilité de certains médicaments,,,,,. Les médicaments métabolisés par ces enzymes peuvent avoir des interactions avec les composés chimiques contenus dans les agrumes.
Lorsque les médicaments sont pris par voie orale, ils pénètrent dans la paroi intestinale pour être absorbés ou parfois dans l'estomac. Pour que les médicaments soient absorbés, ils doivent traverser les cellules épithéliales qui tapissent la paroi intestinale avant d'être distribués a travers le corps par le sang. Les médicaments sont métabolisés par des enzymes de métabolisation spécifiques aux médicaments dans les cellules épithéliales, qui transforment ces médicaments en métabolites. En conséquence, la quantité de médicament sous sa forme originale qui circule dans le corps est réduite du fait de sa métabolisation.
Les furanocoumarines inhibent de manière irréversible le cytochrome P450 3A4 (CYP3A4). Le CYP3A4 est une enzyme utile dans la métabolisation de près de 50% des médicaments présents sur le marché et est présent dans le foie et les petites cellules épithéliales intestinales. Lorsque l'enzyme métabolisante est inhibée, moins de médicament est métabolisé, une plus grande partie de la forme originale du médicament passe dans la circulation sanguine systémique pouvant mener à une surdose. Lorsque de grandes quantités d'agrume sont consommées, elles peuvent également inhiber l'enzyme dans le foie.
Un autre mécanisme d'interaction d'action a été proposé avec la protéine de résistance multidrogue 1.
Il y a trois façons de tester l'interaction d'un fruit avec un médicament:
1. Tester une combinaison médicament-fruit chez l'homme[27]
2. Tester chimiquement un fruit pour la présence des composés polyphénols interagissants
3. Tester un fruit génétiquement pour les gènes nécessaires pour fabriquer les composés polyphénoliques en interaction[28]

La première approche implique un risque pour les volontaires des essais. Les première et deuxième approches posent un autre problème: le même cultivar fruitier pourrait être testé deux fois avec des résultats différents. En fonction des conditions de croissance et de traitement, les concentrations des composés polyphénols en interaction peuvent varier considérablement. La troisième approche est entravée par un manque de connaissances sur les gènes en question.

## Durée et déroulement

### Interactions métaboliques
Les interactions pamplemousse-médicament qui affectent le métabolisme pré-systémique (c'est-à-dire le métabolisme qui se produit avant que le médicament entre dans le sang) des médicaments ont une durée d'action différente de celle des interactions qui agissent par d'autres mécanismes, comme l'absorption, décrits ci-dessous.
L'interaction est la plus grande lorsque le jus est ingéré avec le médicament ou jusqu'à 4 heures avant le médicament,,.
L'emplacement de l'inhibition se produit dans la muqueuse des intestins, et non dans le foie. Les effets durent parce que l'inhibition médiée par le pamplemousse des enzymes métabolisant les médicaments, comme le CYP3A4, est irréversible ; c'est-à-dire qu'une fois que le pamplemousse a « cassé » l'enzyme, les cellules intestinales doivent produire plus d'enzyme pour restaurer leur capacité à métaboliser les médicaments que l'enzyme utilise pour métaboliser. Il faut environ 24 heures pour retrouver 50 % de l'activité enzymatique de base de la cellule et cela peut prendre 72 heures pour que l'activité enzymatique revienne complètement à la ligne de base. Pour cette raison, séparer simplement la consommation d'agrumes et les médicaments pris quotidiennement n'évite pas l'interaction médicamenteuse.

### Interactions d'absorption
Pour les médicaments qui interagissent en inhibant l'OATP (polypeptides organiques transportant des anions), un laps de temps court suffit pour en réduire l'effet, et un intervalle de 4 heures entre la consommation de pamplemousse et le médicament semble suffisant,.

### Conséquences cliniques
L’impact potentiel de la consommation de pamplemousse sur le risque d’interactions médicamenteuses a donné lieu à une enquête de services hospitaliers d’urgences médicales (2011). La prévalence de la consommation chez les patients admis (162 patients interrogés, 59 (36 %) rapportaient une consommation de pamplemousse et 11 (7 %) présentaient une prescription à risque d’interaction médicamenteuse) conduit à la conclusion que cette consommation « semble avoir peu de conséquences cliniques ».

## Fruits concernés
Le pamplemousse n'est pas le seul agrume qui peut interagir avec les médicaments, d'autres agrumes présentent des propriétés similaires,,.
Le pomelo (fruit asiatique croisé avec une orange pour produire du pamplemousse) contient de grandes quantités de dérivés de furanocoumarine. Les parents de pamplemousse et d'autres variétés de pomelo ont des quantités variables de furanocoumarine,,,. Les oranges douces et les oranges amères, et les citrons communs et citron verts peuvent également inhiber le métabolisme des médicaments. Les tests sur certains tangelos (hybrides de mandarines / mandarines et de pomelo ou de pamplemousse) n'ont pas montré de quantités significatives de furanocoumarine.

### Autres fruits et légumes
Le mécanisme d'inhibition à l'œuvre dans l'interaction pamplemousse-médicament laisse suggérer que d'autres fruits soient impactés. Des effets sont aussi rapportés entre des traitements anti-cancéreux et des fruits tels que raisin, mangue, canneberge, goyave, papaye et pomme. Le jus de grenade a un effet d'inhibition sur les enzymes de métabolisation des médicaments CYP2C9 et CYP3A4.

## Médicaments concernés
Les chercheurs ont identifié plus de 85 médicaments avec lesquels le pamplemousse interagit dont 43 pouvant mettre la vie en danger.

### Caractéristiques
L'interaction entre les agrumes et les médicaments dépend du médicament individuel et non de la classe du médicament. Les médicaments qui interagissent partagent généralement trois caractéristiques communes : ils sont pris par voie orale, normalement seule une petite quantité entre dans la circulation sanguine systémique et ils sont métabolisés par le CYP3A4. Cependant, les effets sur le CYP3A4 dans le foie pourraient en principe provoquer des interactions avec des médicaments non oraux et les effets non médiés par CYP3A4 existent également.
Les isoformes du cytochrome affectées par les composants du pamplemousse comprennent le CYP3A4, le CYP1A2, le CYP2C9 et le CYP2D6. Les médicaments métabolisés par ces enzymes peuvent avoir des interactions avec les composants du pamplemousse.

### Médicaments concernés par molécule[16],[39]
| Effet                              | Molécule           | Conséquences                                                                                                | Recommandation ANSM (résumé des caractéristiques du produit) | Risque       |
| ---------------------------------- | ------------------ | --- | ------------------------------------------------------------ | ------------ |
| Anti-épileptiques                  | Carbamazépine      | Augmentation de la biodisponibilité (AUC x 1,4 environ)                                                     | Association déconseillée                                     | oui          |
| Anti-histaminiques                 | Desloratadine      | Augmentation minime de la biodisponibilité (AUC + 7 %)                                                      | Pas de recommandation                                        | Peu probable |
| Anti-malariques                    | Artemether         | Augmentation de la biodisponibilité (AUC x 2 environ)                                                       | A prendre en compte                                          | ?            |
| Anti-malariques                    | Halofantrine       | Augmentation de la biodisponibilité (AUC x 2-3 environ)                                                     | Association déconseillée                                     | Oui          |
| Anti-malariques                    | Primaquine         | Augmentation de la biodisponibilité (AUC + 19 % environ)                                                    | Pas de recommandation                                        | ?            |
| Anti-malariques                    | Hydroxychloroquine | Augmentation des concentrations sanguines et des effets secondaires                                         | A prendre en compte                                          | Oui          |
| Anxiolytiques/hypnotiques          | Diazepam           | Augmentation de la biodisponibilité (AUC x 3 environ)                                                       | A prendre en compte                                          | Oui          |
| Anxiolytiques/hypnotiques          | Buspirone          | Augmentation de la biodisponibilité (AUC x 9 environ)                                                       | À éviter                                                     | Oui          |
| Anti-arythmiques                   | Amiodarone         | Augmentation de la biodisponibilité (AUC x 1,5 environ) et diminutionde la synthèse de son métabolite actif | À éviter                                                     | Oui          |
| Anti-arythmiques                   | Propafenone        | Augmentation potentielle des concentrations thérapeutiques                                                  | À prendre en compte                                          | ?            |
| Anti-arythmiques                   | Dronedarone        | Augmentation de l’exposition (x 3 environ)                                                                  | Pas de recommandation (« à éviter»)                          | Oui          |
| Antagonistes du calcium            | Amlodipine         | Augmentation de la biodisponibilité (AUC + 15 % environ)                                                    | non-recommandé                                               | Oui          |
| Antagonistes du calcium            | Félodipine         | Augmentation de la biodisponibilité (AUC x 2 environ), résultats discutés.                                  | Association déconseillée                                     | Oui          |
| Antagonistes du calcium            | Nicardipine        | Augmentation de la biodisponibilité (AUC x 1,5 à 2)                                                         | À prendre en compte                                          | Oui          |
| Antagonistes du calcium            | Nimodipine         | Augmentation de la biodisponibilité (AUC + 50 % environ)                                                    | Pas de recommandation                                        | Oui          |
| Antagonistes du calcium            | Nifédipine         | Augmentation significativede l’exposition (AUC + 50 % environ)                                              | À éviter                                                     | Oui          |
| Antagonistes du calcium            | Lercanidipine      | Diminution du métabolisme intestinal de la dihydropyridine                                                  | À prendre en compte                                          | Oui          |
| Antagonistes du calcium            | Vérapamil          | Augmentation de l’exposition (AUC x 1,5 environ)                                                            | À prendre en compte                                          | Oui          |
| Anti-dépresseurs                   | Sertraline         | Augmentation de la biodisponibilité (AUC x 1,5 environ)                                                     | Association déconseillée                                     | ?            |
| Statines                           | Atorvastatine      | Augmentation de la biodisponibilité (AUC x 2,5 environ)                                                     | À éviter                                                     | Oui          |
| Statines                           | Simvastatine       | Augmentation de la biodisponibilité (AUC x 16 environ)                                                      | À éviter                                                     | Oui          |
| Antipsychotiques                   | Pimozide           | Augmentation modéréede la biodisponibilité                                                                  | Pas de recommandation                                        | ?            |
| Antipsychotiques                   | Quétiapine         | Augmentation minime de la biodisponibilité                                                                  | Association déconseillée                                     | ?            |
| Antipsychotiques                   | Lurasidone         | ? | Association déconseillée                                     | ?            |
| Corticoides                        | Budésonide         | Augmentation de la biodisponibilité (AUC + 100 % environ)                                                   | Pas de recommandation                                        | Oui          |
| Corticoides                        | Methylprednisolone | Augmentation de la biodisponibilité (AUC + 70 % environ)                                                    | À prendre en compte                                          | Oui          |
| Agents cytotoxiques                | Docétaxel          | Diminution de sa métabolisationhépatique par les CYP                                                        | Association déconseillée                                     | ?            |
| Agents cytotoxiques                | Nilotinib          | Augmentation de sa biodisponibilité (AUC + 30 % environ)                                                    | À éviter                                                     | Oui          |
| Agents cytotoxiques                | Sunitinib          | Augmentation modérée de la Biodisponibilité                                                                 | À éviter                                                     | ?            |
| Immunosuppresseurs                 | Temsirolimus       | Augmentation minime de la biodisponibilité                                                                  | Association déconseillée                                     | Oui          |
| Immunosuppresseurs                 | Ciclosporine       | Augmentation de l’exposition (AUC + 40 %, jusqu’à 180 %)                                                    | Association déconseillée                                     | Oui          |
| Immunosuppresseurs                 | Everolimus         | Augmentation minime de la biodisponibilité                                                                  | À éviter                                                     | Oui          |
| Immunosuppresseurs                 | Tacrolimus         | Augmentation de l’exposition (jusqu'à deux fois la concentration plasmatique)                               | À éviter                                                     | Oui          |
| Immunosuppresseurs                 | Sirolimus          | Augmentation minime de la biodisponibilité                                                                  | Association déconseillée                                     | Oui          |
| Antalgiques                        | Oxycodone          | Augmentation de l’exposition (AUC + 65 % environ)                                                           | À prendre en compte                                          | Oui          |
| Inhibiteurs des phosphodiestérases | Sildénafil         | Augmentation de l’exposition (AUC + 23 %)                                                                   | À prendre en compte                                          | Peu probable |
| Inhibiteurs des phosphodiestérases | Tadalafil          | Augmentation modeste des concentrations plasmatiques                                                        | Avec prudence                                                | ?            |
| Inhibiteurs des phosphodiestérases | Vardénafil         | Augmentation des concentrations plasmatiques                                                                | Association déconseillée                                     | ?            |
| Antiagrégants Plaquettaires        | Ticagrelor         | Augmentation de biodisponibilité (doublée)                                                                  | Association déconseillée                                     | Oui          |
| Anti-cancéreux                     | Olaparib           | ? | Association déconseillée                                     | ?            |
| Anti-cancéreux                     | Régorafénib        | Augmentation des concentrations plasmatiques                                                                | Association déconseillée                                     | Oui          |
| Autres                             | Avanafil           | Augmentation des concentrations plasmatiques de l'avanafil, avec risque d’hypotension.                      | Association déconseillée                                     | Oui          |
| Autres                             | Ethinylestradiol,  | Augmentation de la Biodisponibilité (AUC + 80 à 180 %)                                                      | Association déconseillée                                     | Oui          |
| Autres                             | Ivabradine         | Augmentation de l’exposition (x 2)                                                                          | Association déconseillée                                     | ?            |
| Autres                             | Ivacaftor          | Augmentation des concentrations plasmatiques                                                                | Association déconseillée                                     | Oui          |
| Autres                             | Naloxegol          | ? | Association déconseillée                                     | ?            |
| Autres                             | Tolvaptan          | Augmentation de l’exposition (x 2 - x 5)                                                                    | Association déconseillée                                     | Oui          |